# Kepler-19

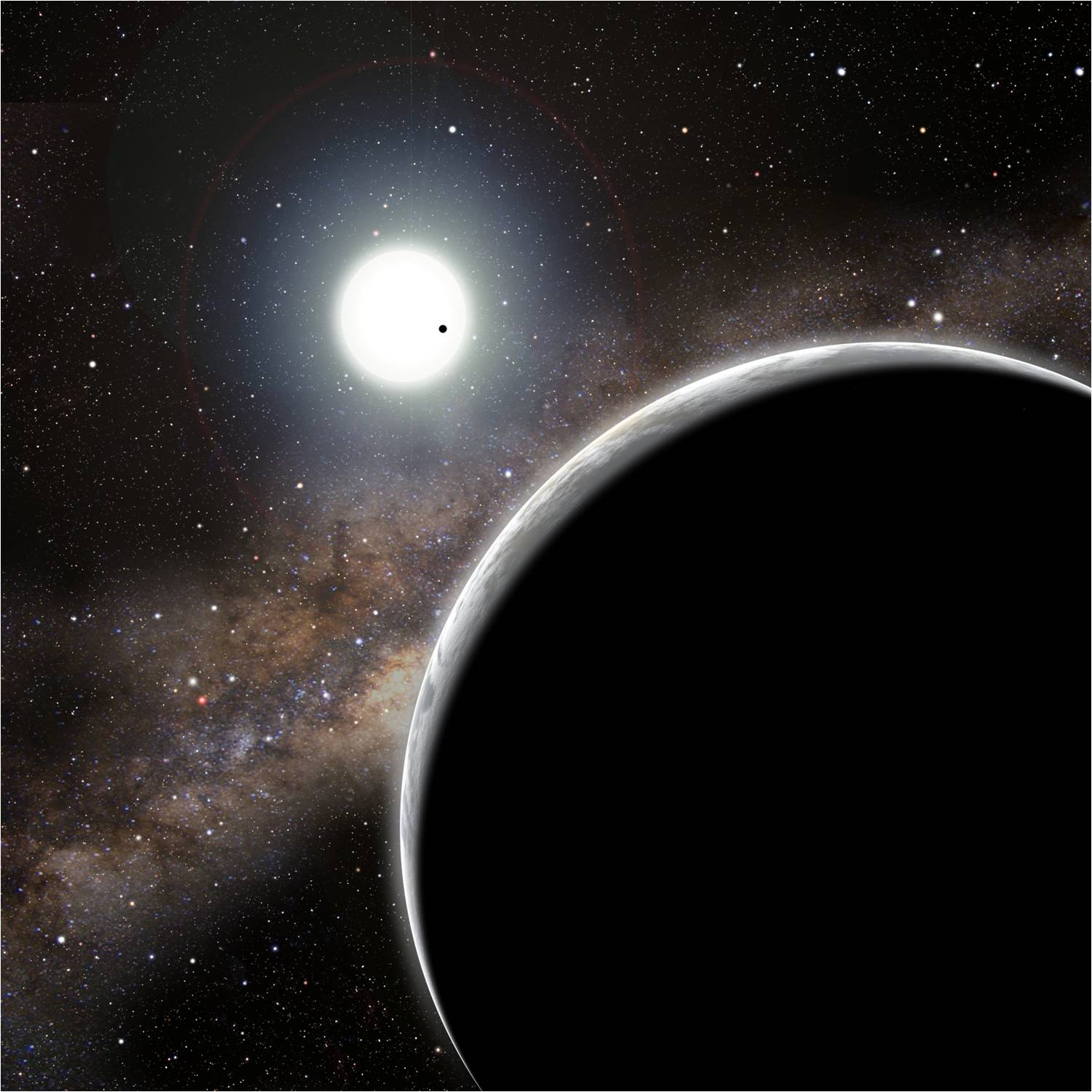
Đây là ảnh vẽ về Hệ sao Kepler-19

Kepler-19 (TYC 3134-1549-1, 2MASS J19214099 + 3751064, GSC 03134-01549, KOI-84) là một ngôi sao G7V là nơi chứa các hành tinh Kepler-19b, Kepler-19c và Kepler-19d. Nó nằm cách 5 cm về phía tây bắc của cụm sao mở xa hơn nhiều NGC 6791.

## Hệ hành tinh
| Thiên thể đồng hành (thứ tự từ ngôi sao ra) | Khối lượng    | Bán trục lớn (AU) | Chu kỳ quỹ đạo (ngày) | Độ lệch tâm  | Độ nghiêng | Bán kính     |
| ------------------------------------------- | ------------- | ----------------- | --------------------- | ------------ | ---------- | ------------ |
| b                                           | 84+16 −15 M🜨  | —                 | 928716+000004 −000006 | 012±002      | 89.94°     | 2209±0048 R🜨 |
| c                                           | 131±27 M🜨     | —                 | 28731+0012 −0005      | 021+005 −007 | —          | —            |
| d                                           | 225+12 −56 M🜨 | —                 | 6295+004 −030         | 005+016 −001 | —          | —            |